# Luigi Ferrari Bravo
Luigi Ferrari Bravo (5 août 1933 – 7 février 2016) est un professeur et juriste italien qui est juge à la Cour internationale de justice dans les années 1990.

## Biographie
Né à Naples en 1933, Ferrari Bravo obtient son diplôme de droit à l'Université de Naples en 1956, où il occupe ensuite un poste de professeur adjoint de droit international. Il occupe un poste de professeur à l'Université de Bari avant de retourner à Naples, devenant finalement doyen du Département de sciences politiques.
Il devient professeur de droit international à l'Université de Rome au milieu des années 1970 et est conseiller juridique du ministre des Affaires étrangères en Italie,.
Il est juge à la Cour internationale de justice de 1995 à 1997.